# Isola Garibaldi (Argentina)
L'isola Garibaldi è un'isola dell'Argentina in acque del Rio Paraná vicino all'isola Curuzú Chali. Appartiene alla Provincia di Entre Ríos confina con le province di Corrientes e Santa Fe. Costituisce una riserva naturale.
Si trova nel fiume Paraná con le seguenti coordinate geografiche: 30°24′S 59°42′W.
L'isola si trova a 10 km a nord della città di La Paz è una zona di riserva per la pesca sportiva creata con il decreto 424/1968 del 2 ottobre 1968.
L'isola, che prende il nome dall'eroe italiano Giuseppe Garibaldi, è vicina alla grande isola Curuzú Chali e la Garzal.

## Fauna
Nelle acque che circondano l'isola vivono numerosi pesci. Tra le specie ittiche della zona includono: oro, pesce gatto, pati, vogatori, chafalotes, manduvíes armati, anguille, pesce lupo, moncholos, boga sabalos, surubì, pesce gatto giallo, e pacúes manguruyúes .Tra le numerose specie animali, capibara, lontre, lontre, alligatori e serpenti curiyú , insieme con un sacco di uccelli: cardinali, Juan soldato, gufi, cormorani, aironi e more, anatre e Siriri picaso, Juancho piccioni chiviro picchi, martin pescatori, tordi, Orioles, pappagalli, screamer, pacaá, ecc.

## Flora
Tra le specie arboree presenti nell'isola si possono trovare: salici, timbó, ontani, e ceibo.